# Ekstraliga baseballowa (2023)
Ekstraliga baseballowa 2023 – 39. edycja ekstraligi baseballowej, organizowana przez Polski Związek Baseballu i Softballu. Triumfatorem rozgrywek została Stal Kutno.

## Runda zasadnicza

### Pierwsza faza
| Lp. | Drużyna           | Mecze | Mecze | Mecze | Punkty | Punkty | Punkty |
| Lp. | Drużyna           | M     | W     | P     | +      | –      | +/–    |
| --- | ----------------- | ----- | ----- | ----- | ------ | ------ | ------ |
| 1.  | Stal Kutno        | 16    | 15    | 1     | 174    | 27     | +147   |
| 2.  | Gepardy Żory      | 16    | 8     | 8     | 90     | 96     | -6     |
| 3.  | Silesia Rybnik    | 16    | 8     | 8     | 96     | 107    | -11    |
| 4.  | Barons Wrocław    | 16    | 7     | 9     | 68     | 120    | -52    |
| 5.  | Centaury Warszawa | 16    | 2     | 14    | 57     | 135    | -78    |

|  | Awans do rundy play-off |

### Wyniki
| Gospodarz/Gość    | KUT  | ŻOR  | RYB  | WRO  | WAR  |
| ----------------- | ---- | ---- | ---- | ---- | ---- |
| Stal Kutno        | —    | 11:1 | 4:2  | 10:0 | 6:5  |
| Stal Kutno        | —    | 1:2  | 11:1 | 10:0 | 24:2 |
| Gepardy Żory      | 2:7  | —    | 6:12 | 5:8  | 15:5 |
| Gepardy Żory      | 3:5  | —    | 4:7  | 7:0  | 11:7 |
| Silesia Rybnik    | 2:14 | 8:11 | —    | 9:8  | 6:5  |
| Silesia Rybnik    | 4:7  | 4:5  | —    | 6:5  | 4:6  |
| Barons Wrocław    | 2:18 | 7:6  | 1:14 | —    | 4:1  |
| Barons Wrocław    | 0:14 | 9:3  | 16:0 | —    | 1:0  |
| Centaury Warszawa | 1:26 | 1:3  | 2:10 | 3:4  | —    |
| Centaury Warszawa | 0:6  | 4:6  | 2:6  | 13:3 | —    |

### Druga faza
Uwaga: Tabela po wyłączeniu wyników meczów Centaurów Warszawa.
| Lp. | Drużyna        | Mecze | Mecze | Mecze | Punkty | Punkty | Punkty |
| Lp. | Drużyna        | M     | W     | P     | +      | –      | +/–    |
| --- | -------------- | ----- | ----- | ----- | ------ | ------ | ------ |
| 1.  | Stal Kutno     | 18    | 15    | 3     | 171    | 46     | +125   |
| 2.  | Gepardy Żory   | 18    | 7     | 11    | 99     | 120    | -21    |
| 3.  | Barons Wrocław | 18    | 7     | 11    | 98     | 144    | -46    |
| 4.  | Silesia Rybnik | 18    | 7     | 11    | 106    | 163    | -57    |

|  | Awans do półfinału |

## Runda play-off
|  |           |                |           |              |   |       |            |       |
|  | Półfinały | Półfinały      | Półfinały |              |   | Finał | Finał      | Finał |
|  | Półfinały | Półfinały      | Półfinały |              |   | Finał | Finał      | Finał |
|  |           |                |           |              |   |       |            |       |
|  |           |                |           |              |   |       |            |       |
|  | 1         | Stal Kutno     | 3         |              |   |       |            |       |
|  | 1         | Stal Kutno     | 3         |              |   |       |            |       |
|  | 4         | Silesia Rybnik | 0         |              |   |       |            |       |
|  | 4         | Silesia Rybnik | 0         |              |   | 1     | Stal Kutno | 3     |
|  |           |                |           |              |   | 1     | Stal Kutno | 3     |
|  |           |                | 2         | Gepardy Żory | 0 |       |            |       |
|  | 2         | Gepardy Żory   | 2         | Gepardy Żory | 0 | 3     |            |       |
|  | 2         | Gepardy Żory   |           |              |   |       |            |       |
|  | 3         | Barons Wrocław | 0         |              |   |       |            |       |
|  | 3         | Barons Wrocław | 0         |              |   |       |            |       |
|  |           |                |           |              |   |       |            |       |

### Półfinały
Stal Kutno vs Silesia Rybnik
| Data       | Gospodarz      | Wynik   | Gość           | Przypisy |
| ---------- | -------------- | ------- | -------------- | -------- |
| 02.09.2023 | Stal Kutno     | 8:3     | Silesia Rybnik | [ 3 ]    |
| 03.09.2023 | Stal Kutno     | 7:6 pd. | Silesia Rybnik | [ 3 ]    |
| 09.09.2023 | Silesia Rybnik | 13:18   | Stal Kutno     | [ 4 ]    |

Gepardy Żory vs Barons Wrocław
| Data       | Gospodarz      | Wynik | Gość           | Przypisy |
| ---------- | -------------- | ----- | -------------- | -------- |
| 02.09.2023 | Gepardy Żory   | 16:8  | Barons Wrocław | [ 3 ]    |
| 03.09.2023 | Gepardy Żory   | 9:8   | Barons Wrocław | [ 3 ]    |
| 09.09.2023 | Barons Wrocław | 0:17  | Gepardy Żory   | [ 4 ]    |

### Finał
| Data       | Gospodarz    | Wynik | Gość         | Przypisy |
| ---------- | ------------ | ----- | ------------ | -------- |
| 16.09.2023 | Stal Kutno   | 11:0  | Gepardy Żory | [ 5 ]    |
| 17.09.2023 | Stal Kutno   | 15:3  | Gepardy Żory | [ 6 ]    |
| 23.09.2023 | Gepardy Żory | 3:10  | Stal Kutno   | [ 1 ]    |

| Mistrz Polski 2023 Zwycięzcy |
| ---------------------------- |
| Stal Kutno 21. Tytuł         |

## Klasyfikacja końcowa
| Lp. | Klub              | Uwagi              |
| --- | ----------------- | ------------------ |
|     | Stal Kutno        | Mistrzostwo Polski |
|     | Gepardy Żory      |                    |
|     | Barons Wrocław    |                    |
| 4.  | Silesia Rybnik    |                    |
| 5.  | Centaury Warszawa |                    |